# Vladimir Tribouts
Vladimir Philippovitch Tribouts, né en 1900 à Saint-Pétersbourg et mort en 1977 à Moscou, est un chef militaire soviétique, amiral sur la mer Baltique durant la Seconde Guerre mondiale.

## Biographie
Il entre jeune en 1914 à l'école militaire et ensuite comme sanitaire durant la Première Guerre mondiale. En 1917, il rejoint Petrograd et intègre une École de spécialisation. En 1918, il se bat à Narva contre les Allemands puis est affecté en mai à la flotte d'Astrakhan. Il rejoint l'Armée rouge en 1919 et combat contre les cosaques et les mencheviks.
En 1919, il embarque sur un torpilleur ; il participe à des batailles vers Makhatchkala et Bandar-e Anzali. De 1922 à 1926, il entre à l'École supérieure navale. Il devient membre du Parti en 1928. Tribouts est auditeur en 1929 à l'Académie navale et effectue un périple en mer Baltique et en mer Noire. Il est premier adjoint sur le cuirassé Marat et dirige le torpilleur Iakov Sverdlov. En 1938 il est chef d'état-major de la Flotte de la Baltique. Il rencontre Staline à Moscou. Tribouts est promu amiral de 2e rang en 1939 et prend le commandement de la Flotte de la Baltique à la tête de laquelle il participe à la Guerre d'Hiver contre la Finlande.
En juin 1941, il organise la défense de Tallinn et sur ordre il se replie fin août à Kronstadt et à Leningrad. Durant l'offensive de von Leeb, il effectue des transports difficiles à partir vers Oranienbaum. Il évacue également les défenseurs de la presqu'île de Hanko en décembre. Avec l'artillerie des navires, il pilonne les troupes adverses retranchées devant Leningrad et interdit avec son aviation toute attaque de la mer. Il prend la responsabilité de la protection de la « route de vie » sur le lac Ladoga, depuis le port d'Osinoviets jusqu'aux ports de Kobona et de Lavrovo. Avec ses sous-marins, il déjoue les calculs de la Kriegsmarine pour forcer les lignes réputées infranchissables. En août 1942, les pertes allemandes en Baltique s'élèvent à 20 % des transports. Au printemps 1943, il dispose d'un navire de ligne, 2 croiseurs, 2 leaders, 11 contre-torpilleurs, 29 sous-marins, 24 vedettes lance-torpilles, 385 petits bateaux et 232 avions. Pour répondre au bombardement de Leningrad, il crée des groupes de contre-batterie. À la fin de 1943, il devient amiral et dirige le transport d'une armée entière sur Oranienbaum.
Au cours de l'offensive de l'Armée soviétique en Carélie et dans les pays baltes, il appuie le transport de 100 000 hommes à travers le lac Tchoudskoïe. À partir de l'automne 1944, il aide le Front de Leningrad et les IIe et IIIe Fronts de la Baltique à libérer Tallinn, Riga, Memel, Königsberg et la presqu'île de Zemland. En juin 1944, il dispose de 53 vedettes lance-torpilles et de 583 avions. Il termine la guerre à Swinemünde.
Commandant en chef de la Flotte de la Baltique jusqu'en 1947, il entre ensuite au ministère de la Défense qu'il quitte en 1961.